# أوجين ريتشارد
أوجين ريتشارد (بالفرنسية: Eugène Richard)‏ هو سياسي سويسري، ولد في 9 مايو 1843 في جنيف في سويسرا، وتوفي بنفس المكان في 30 أبريل 1925. حزبياً، نشط في الحزب الليبرالي السويسري. وقد انتخب رئيس مجلس الولايات السويسري وانتخب عضو المجلس الوطني السويسري وانتخب عضو مجلس الولايات السويسري.